# N-Metylotransferaza glicynowa

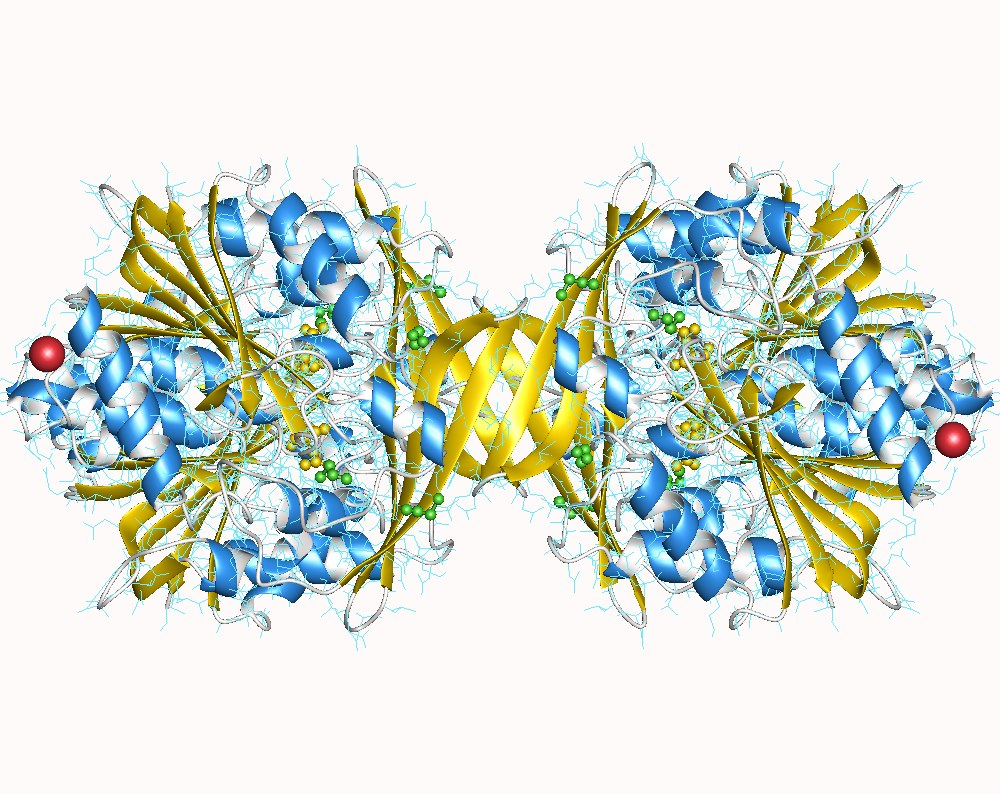
Struktura ludzkiej N-metylotransferazy glicynowej (PDB: 2AZT)

N-Metylotransferaza glicynowa (GNMT, EC 2.1.1.20) – enzym katalizujący reakcję chemiczną:
S-adenozylometionina + glicyna ⇄ S-adenozylohomocysteina + sarkozyna
Enzym ten należy do transferaz, a konkretnie do metylotransferaz. Enzym ten uczestniczy w metabolizmie glicyny, seryny i treoniny.
N-Metylotransferaza glicynowa jest konserwowana u ssaków i u człowieka wykazuje zwiększoną wydajność (Kcal) w porównaniu do białek homologicznych myszy i szczura. Zaburzenia w funkcjonowaniu tego enzymu powodują zwiększenie poziomu metioniny w osoczu krwi (hipermetioninemia). Odnotowano także zwiększone ryzyko chorób wątroby. U myszy brak N-metylotransferazy glicynowej objawiał się wystąpieniem stłuszczeniowej choroby wątroby oraz rakiem wątrobowokomórkowym.